# Paraneseuthia loebli
Paraneseuthia loebli – gatunek chrząszczy z rodziny kusakowatych i podrodziny balinków. Endemit północnych Indii.

## Taksonomia
Gatunek ten opisany został po raz pierwszy w 2015 roku przez Pawła Jałoszyńskiego na łamach „Zootaxa”. Jako miejsce typowe wskazano Ranghar w Kumaonie na terenie indyjskiego stanu Uttarakhand. Epitet gatunkowy nadano na cześć Ivana Löbla, koleopterologa który odłowił materiał typowy.

## Morfologia
Chrząszcz o wydłużonym i spłaszczonym ciele długości około 1 mm. Oskórek jest jasnobrązowy, porośnięty żółtawymi szczecinkami.
Głowa ma duże, silnie sklepione, zbudowane z grubych fasetek oczy, zaopatrzone w parę płytkich dołków bocznych czoło wygraniczone płytkim wciskiem poprzecznym od lekko sklepionego ciemienia, małe, ale wyraźne wzgórki nadczułkowe oraz krótkie i cienkie czułki o niewyraźnie wyodrębnionych, trójczłonowych buławkach.
Niemal kwadratowe w zarysie, najszersze w pobliżu przedniej ⅓–½ przedplecze ma zaokrąglone wszystkie krawędzie, rozwarte kąty tylne, wyraźne żeberka w tylnych połowach krawędzi bocznych, drobno, ale wyraźnie punktowany dysk, a przy tylnym brzegu poprzeczny, pośrodku wyraźnie pogłębiony wcisk i parę płytkich, acz wyraźnych dołków bocznych. Owalne, wyraźnie przed środkiem najszersze, równomiernie sklepione pokrywy mają wyraźne barki, krótkie i niewyraźne zagłębienia przynasadowe oraz drobne i płytsze niż na przedpleczu punktowanie. Skrzydła tylnej pary są mniej więcej dwukrotnie dłuższe od pokryw. Na śródpiersiu leży para bocznych, dośrodkowo zwróconych dołków o porośniętych szczecinkami ujściach, wąsko oddzielonych. Zapiersie u samca ma podłużne żeberko w tylnej połowie. Odnóża przedniej pary mają krętarze u samca zaopatrzone w wydłużone wypustki, u samicy zaś niezmodyfikowane.
Genitalia samca cechują się wydłużonym edeagusem o silnie odgiętych paramerach, położonej przynasadowo po brzusznej stronie, okrągłej diafragmie, a płacie środkowym w widoku brzusznym najszerszym w nasadowej połowie i dalej gwałtownie zwężonym ku lekko niesymetrycznemu szczytowi. W endofallusie widoczna jest przedwierzchołkowa struktura o kształcie dzwonu.

## Rozprzestrzenienie
Gatunek palearktyczny, jedyny przedstawiciel rodzaju znany z regionu himalajskiego i całego subkontynentu indyjskiego. Endemit Indii, znany wyłącznie z lokalizacji typowej w Uttarakhandzie.